# Bored to Death
Bored to Death ist eine für HBO produzierte US-amerikanische Fernsehserie. Sie handelt von einem Schriftsteller namens Jonathan Ames, der beginnt, sich nebenberuflich als Privatdetektiv zu beschäftigen. Die Serie wird als „Noir‑otic comedy“ (ein Wortspiel aus Film Noir und neurotic, also neurotisch) beworben.

## Handlung
Mittelpunkt der Serie ist der etwa 30-jährige Schriftsteller Jonathan Ames aus Brooklyn, dessen Freundin Suzanne ihn zu Beginn der Serie verlässt, vordergründig wegen seines häufigen Alkohol- und Cannabiskonsums. Mangels Inspiration für sein zweites Buch und aus allgemeiner Langeweile bietet er auf Craigslist seine Dienste als unlizenzierter Privatdetektiv an. Prompt erhält er die ersten Aufträge und kann mithilfe der Kriminalromane von Raymond Chandler und Dashiell Hammett einige Fälle mehr oder weniger erfolgreich lösen.
Sein bester Freund Ray Hueston, ein finanziell wenig erfolgreicher Comiczeichner, hat mit ähnlichen Problemen wie Jonathan zu kämpfen, schafft es aber dennoch, stabilisierend auf das Leben seines Freundes zu wirken. Eine weniger große Hilfe ist George Christopher, Herausgeber des fiktiven New Yorker Magazins Edition, für das Jonathan gelegentlich schreibt. George ist ein dreifach geschiedener Playboy, der ebenso wie Jonathan gerne auf Alkohol und Cannabis zurückgreift.

## Besetzung
Die Synchronisation der Serie wurde bei der Hermes Synchron nach Dialogbüchern und unter der Dialogregie von Michael Nowka erstellt.
| Rolle              | Darsteller        | Synchronsprecher     |
| ------------------ | ----------------- | -------------------- |
| Jonathan Ames      | Jason Schwartzman | Nicola Devico Mamone |
| Ray Hueston        | Zach Galifianakis | Michael Iwannek      |
| George Christopher | Ted Danson        | Leon Boden           |

| Rolle           | Darsteller      | Synchronsprecher       |
| --------------- | --------------- | ---------------------- |
| Leah            | Heather Burns   | Marie Bierstedt        |
| Suzanne         | Olivia Thirlby  | Luise Helm             |
| Caroline Taylor | Bebe Neuwirth   | Viola Sauer            |
| Richard Antrem  | Oliver Platt    | Lutz Schnell           |
| Louis Green     | John Hodgman    | Stefan Krause          |
| Howard          | Patton Oswalt   | Jens Wawrczeck         |
| Priscilla       | Laila Robins    | Heike Schroetter       |
| Stella          | Jenny Slate     | Ilona Brokowski        |
| Emily           | Halley Feiffer  | Luisa Wietzorek        |
| Bernard         | David Rasche    | Hans-Jürgen Dittberner |
| Rose Hiney      | Isla Fisher     | Maria Koschny          |
| Belinda         | Olympia Dukakis | Barbara Adolph         |

## Produktion und Ausstrahlung
Bored to Death wird in Zusammenarbeit von 3 Arts Entertainment und Dakota Films für den Bezahlsender HBO produziert. Erdacht wurde die Serie von dem Schriftsteller und Journalisten Jonathan Ames, der auch als Namensgeber des Protagonisten fungierte. Der Großteil der Serie wurde in der Neighbourhood Fort Greene in Brooklyn gedreht.
Die Pilotfolge wurde von insgesamt 4,1 Millionen Zuschauern gesehen, wobei hier auch die Wiederholungen und das Streaming-Angebot von HBO mitgerechnet wurden. Nach der mit 1,1 Mio. Zuschauern erfolgreichen Erstausstrahlung der dritten Episode, die jedoch durch die vorher ausgestrahlte Serie Lass es, Larry! begünstigt wurde, bestellte HBO eine weitere Staffel. Am 27. Oktober 2010 wurde bekannt, dass HBO eine dritte Staffel in Auftrag gegeben hat. Die Ausstrahlung dieser begann am 10. Oktober und endete am 28. November 2011. Wie HBO im Dezember 2011 bekannt gab, wird es keine vierte Staffel geben.
Im Juni 2012 wurde bekannt, dass HBO über eine Fortsetzung der Serie als Fernsehfilm nachdachte. Jason Schwartzman bestätigte im Januar 2013, dass Jonathan Ames am Drehbuch arbeiten würde und er wie auch die anderen Hauptdarsteller für das Projekt zur Verfügung stünden.